# Лера Літвінова
Лера Літвінова (народилася у 1986 році, у місті Фергана, Узбекистан) - українська художниця, що працює у напрямі абстрактного живопису. 
Роботи Лери Літвінової доповнюють приватні колекції в Україні, Бельгії, Люксембурзі, Німеччині, Китаї, США, ОАЕ та ін. 

## Творчий шлях
У 2014 році Лера Літвінова почала активну виставкову діяльність. Разом з мистецтвознавцем Леонорою Янко вона заснувала арт-простір Lera Litvinova Gallery [Архівовано 12 грудня 2019 у Wayback Machine.], представляючи молодих авторів і видатних художників на українській та міжнародній арт-аренах. У тому ж 2014 році її знакову серію «Дощ» викупив у свій фонд знаменитий європейський музей Mauermuseum Haus Am Checkpoint Charlie (м. Берлін), згодом продовжуючи цей досвід. 
У своїй творчості художниця досліджує різні медіа, переходячи від пласкої поверхні до об’ємних форм.
Успішним досвідом Лери Літвінової стала інсталяція «Травма», презентована в 2017 році в Американському домі, яка вразила публіку силою концепції і візуалізацією проблематики.
Окрім власної мистецької діяльності, Лера Літвінова є успішним куратором більш ніж 80 українських та міжнародних проектів. 

## Внесок у розвиток культурних зв'язків України
Лера Літвінова підтримує активну позицію у розвитку культури України. Вона є учасником та організатором соціальних проектів, займає активну позицію в реалізації принципу культурної дипломатії для зміцнення культурних зв'язків між державами і просування національних інтересів. 
Своєю діяльністю, Лера Літвінова не раз підтримувала молодих українських митців та розкривала для світу мистецтва нові українські імена.
«Мистецтво поза політикою, поза економікою і поза межами. Ми самі вибираємо контекст, визначаємо важливість того, що перед нами, задаємо питання і шукаємо відповіді. Мистецтво об'єднує людство в русі думки незалежно від оцінки кожного. У цьому і полягає цінність роботи художника» - Лера Літвінова.

## Хронологія
2019 - Персональна виставка «Суб'єктивізація сенсу», Lera Litvinova Gallery [Архівовано 12 грудня 2019 у Wayback Machine.], Київ, Україна
2019 - Виставка «Великий формат», Lera Litvinova Gallery [Архівовано 12 грудня 2019 у Wayback Machine.], Київ, Україна
2019 - Виставка «Фонди галереї. Частина 1», Lera Litvinova Gallery [Архівовано 12 грудня 2019 у Wayback Machine.], Київ, Україна
2018 - Виставка «Сучасні», галерея UA:HUB у телецентрі «Олівець», Київ, Україна
2018 - Виставка «Зона відгуку», Lera Litvinova Gallery [Архівовано 12 грудня 2019 у Wayback Machine.], Київ, Україна
2018 - Виставка «Портрет», галерея Київського общинного центру «Халом», Київ, Україна
2018 - Виставка «Перфекціонізм», галерея UA:HUB у телецентрі «Олівець», Київ, Україна
2018 - Виставка «Антропологія», Lera Litvinova Gallery [Архівовано 12 грудня 2019 у Wayback Machine.], Київ, Україна
2017 - Виставка «I Fashion», Музей історії м.Київ, Київ, Україна
2017 - Виставка до благодійного аукціону «Подаруй дитині казку», Музей історії м.Київ, Київ, Україна
2017 - Персональна виставка «Placidity», Центральний Будинок Художника, Київ, Україна
2017 - Презентація інсталяції «Травма», Галерея Американського Дому, Київ, Україна
2017 - Виставка «IN POSITIVE», Конкурсна програма, проблема СНІДУ – стигма та дискримінація. Галерея Американського Дому, Київ, Україна
2017 - Виставка «Non stop. ART.», Lera Litvinova Gallery [Архівовано 12 грудня 2019 у Wayback Machine.], Київ, Україна
2017 - Арт-ярмарок New York Art Expo, Нью-Йорк, США
2016 - Виставка для арт-зони Home Cult, Київ, Україна
2016 - Проект «Життя після…», арт-завод «Плаформа», Київ, Україна
2016 - Виставка для Благодійного аукціону Торгово-промислової палати України, Київ, Україна
2016 - Виставка «Час», музей «Золоті Ворота», Київ, Україна  
2016 - Виставка «Saturato», креативний простір «Cappuccino», Київ, Україна
2016 - Проект «LUMEN», Lera Litvinova Gallery [Архівовано 12 грудня 2019 у Wayback Machine.], Київ, Україна
2016 - Виставка «Virgo», присвячена урочистому відкриттю арт-простору Lera Litvinova Gallery [Архівовано 12 грудня 2019 у Wayback Machine.], Київ, Україна
2015 - Виставка «Existimo». Презентація нової картини «Дощ». Галерея при посольстві України у Німеччині, Берлін, Німеччина
2015 - Проект «A-Zone», музей Mauermuseum Haus Am Checkpoint Charlie, Берлін, Німеччина
2015 - Виставка «Mapping Ukraine», галерея Rathaus Charlottenburg, Берлін, Німеччина
2015 - Виставка «Alternative Ukraine: Reality and Future», галерея Міністерства закордонних справ Фландрії, Брюссель, Бельгія
2014 - Виставка «Alternative Ukraine: Reality and Future», Національний музей російського мистецтва, Київ, Україна
2014 - Виставка на європейському конгресі міжнародної організації молодих лідерів Junior Chamber International, Сент-Джуліанс, Республіка Мальта
2014 - Виставка «Яскраві фарби України», арт-центр Якова Гретера, Київ, Україна
2014 - Виставка «Alternative Ukraine: Reality and Future», Посольство України в Берліні, Берлін, Німеччина
2014 - Виставка «Українська ніч», Люксембург
2014 - Виставка «Alternative Ukraine: Reality and Future», Український культурний центр міста Брюгге, Королівство Бельгія
2014 - Виставка «Alternative Ukraine: Reality and Future», музей Mauermuseum Haus Am Checkpoint Charlie, Берлін, Німеччина. Роботи з серії «Дощ» були придбані для фонду музею.

## Особисті досягнення
У 2014 році знаменитий європейський музей Mauermuseum Haus Am Checkpoint Charlie придбав роботи художниці для свого фонду.
Лера Літвінова ввійшла до списку "100 успішних українок" за версією журналу Ukrainian People.